# اتفاقی دیدمت
اتفاقی دیدمت (کره‌ای: 어쩌다 마주친, 그대) یک مجموعه تلویزیونی محصول کره جنوبی سال ۲۰۲۳ با بازی کیم دونگ ووک و جین کی جو است. این مجموعه داستان سفر در زمان دو شخصی را روایت می‌کند که در سال ۱۹۸۷ گیرافتاده‌اند. این مجموعه از ۱ مه تا ۲۰ ژوئن ۲۰۲۳ روزهای دوشنبه و سه‌شنبه ساعت ۲۱:۴۵ (کی‌اس‌تی) از کی‌بی‌اس۲ برای ۱۶ قسمت پخش شد. اتفاقی دیدمت همچنین برای استریم در ویکی و ویو در مناطق منتخب قابل دسترسی است.

## بازیگران

### اصلی
- کیم دونگ ووک در نقش یون هه جون: مجری خبر[۷]
- جین کی جو در نقش بک یون یونگ: ویراستار در یک شرکت انتشاراتی[۶]